# Калача (айылный аймак Ак-Турпак)
Калача (кирг. Калача) — село в Кадамжайском районе Баткенской области Кыргызстана. Входит в состав айылного аймака Ак-Турпак.

## География
Село расположено в восточной части области, на правом берегу реки Сох, на расстоянии приблизительно 59 километров (по прямой) к западо-северо-западу от города Кадамжай, административного центра района.

## Население
Согласно оценочным данным Национального статистического комитета Кыргызской Республики, численность населения села на начало 2023 года составляла 354 человека.
| год     | 2009 | 2014 | 2015 | 2020 | 2021 | 2023 |
| ------- | ---- | ---- | ---- | ---- | ---- | ---- |
| человек | 288  | 267  | 276  | 324  | 334  | 354  |